# Perca (település)
Perca település, németül: Percha, Olaszországban, Bolzano autonóm megyében, Dél-Tirolban. Lakosainak száma 1691 fő (2023. január 1.). Perca Bruneck, Campo Tures, Gais és Rasen-Antholz községekkel határos.

## Népesség
A település népességének változása:
| Lakosok száma | 1522 | 1550 | 1691 |
|               | 2017 | 2018 | 2023 |